# 扎基切拉
48°59′24″N 23°4′28″E / 48.99000°N 23.07444°E
扎基切拉（烏克蘭語：Закичера），是烏克蘭西部的村莊，隸屬利維夫州的桑比爾區。該村始建於1685年，面積0.8平方公里，海拔高度655米，2001年人口138，人口密度每平方公里172.5人。